# Haymo van Halberstadt
Haymo van Halberstadt (†27 maart 853) was van 840 tot aan zijn dood bisschop van Halberstadt.

## Levensloop
Als jongeling trad hij in in de Abdij van Fulda en was hij een leerling van Hrabanus Maurus. Samen met zijn leermeester volgde hij een tijdje les bij Alcuinus van Tours, raadsheer van Karel de Grote. Voor hij bisschop werd van Halberstadt was hij korte tijd abt van de Abdij van Hersfeld. Op aanvraag stond hij Lodewijk de Duitser, koning van Oost-Francië bij als raadsman.

## Werken
- Werken over en van Haymo van Halberstadt